# Campeonato Europeu de Ginástica Artística de 2023
O Campeonato Europeu de Ginástica Artística de 2023 foi realizado de 11 a 16 de abril de 2023 em Antália, Turquia. Este foi o 45º campeonato europeu no total para homens e o 35º no total para mulheres (incluindo os campeonatos masculino e feminino separados realizados em anos pares)

## Calendário de competição
| Data                                                                 | Sessão                                                              | Horário       | Subdivisões                              |
| -------------------------------------------------------------------- | ------------------------------------------------------------------- | ------------- | ---------------------------------------- |
| Terça-feira, 11 de abril                                             |                                                                     |               |                                          |
| Final por Equipes e Qualificatória para Finais Individuais Masculina | 10:00 – 12:55                                                       | Subdivisão 1  |                                          |
| Final por Equipes e Qualificatória para Finais Individuais Masculina | 14:00 – 16:55                                                       | Subdivisão 2  |                                          |
| Final por Equipes e Qualificatória para Finais Individuais Masculina | 17:30 – 20:15                                                       | Subdivisão 3  |                                          |
| Quarta-feira, 12 de abril                                            | Final por Equipes e Qualificatória para Finais Individuais Feminina | 10:00 – 12:00 | Subdivisão 1                             |
| Quarta-feira, 12 de abril                                            | Final por Equipes e Qualificatória para Finais Individuais Feminina | 13:30 – 15:30 | Subdivisão 2                             |
| Quarta-feira, 12 de abril                                            | Final por Equipes e Qualificatória para Finais Individuais Feminina | 16:00 – 18:00 | Subdivisão 3                             |
| Quarta-feira, 12 de abril                                            | Final por Equipes e Qualificatória para Finais Individuais Feminina | 18:30 – 20:30 | Subdivisão 4                             |
| Quinta-feira, 13 de abril                                            | Final Individual Geral Masculina                                    | 16:00 – 18:45 | Top 24 das qualificatórias               |
| Sexta-feira, 14 de abril                                             | Final Individual Geral Feminina                                     | 16:00 – 18:00 | Top 24 das qualificatórias               |
| Sábado, 15 de abril                                                  | Finais Individuais por Aparelhos                                    | 13:30 — 16:10 | GAM: Solo, Cavalo com alças, Argolas     |
| Sábado, 15 de abril                                                  | Finais Individuais por Aparelhos                                    | 13:30 — 16:10 | GAF: Salto, Barras paralelas             |
| Domingo, 16 de abril                                                 | Finais Individuais por Aparelhos                                    | 13:00 — 15:40 | GAM: Salto, Barras paralelas, Barra fixa |
| Domingo, 16 de abril                                                 | Finais Individuais por Aparelhos                                    | 13:00 — 15:40 | GAF: Trave, Solo                         |
| Todos os horários listados na hora local (UTC+03:00).                |                                                                     |               |                                          |

## Resumo de medalhas

### Medalhistas
| Evento              | Ouro | Prata                                                                                     | Bronze                                                                                           |
| ------------------- | --- | ----------------------------------------------------------------------------------------- | ------------------------------------------------------------------------------------------------ |
| Masculino           | |                                                                                           |                                                                                                  |
| Equipes             | Itália · Yumin Abbadini · Lorenzo Minh Casali · Matteo Levantesi · Marco Lodadio · Mario Macchiati      | Turquia · Ferhat Arıcan · Adem Asil · Mehmet Koşak · Ahmet Önder · Kerem Şener            | Grã-Bretanha · Jake Jarman · Joshua Nathan · Adam Tobin · Courtney Tulloch · Luke Whitehouse     |
| Individual geral    | Adem Asil · Turquia                                                                                     | Jake Jarman · Grã-Bretanha                                                                | Illia Kovtun · Ucrânia                                                                           |
| Solo                | Luke Whitehouse                                                                                         | Artem Dolgopyat                                                                           | Milan Hosseini                                                                                   |
| Cavalo com alças    | Rhys McClenaghan                                                                                        | Maxime Gentges                                                                            | Artur Davtyan                                                                                    |
| Argolas             | Adem Asil                                                                                               | Vahagn Davtyan                                                                            | Eleftherios Petrounias                                                                           |
| Salto               | Artur Davtyan                                                                                           | Jake Jarman                                                                               | Igor Radivilov                                                                                   |
| Barras paralelas    | Illia Kovtun                                                                                            | Ferhat Arıcan                                                                             | Thierno Diallo                                                                                   |
| Barra fixa          | Tin Srbić                                                                                               | Carlo Macchini                                                                            | Illia Kovtun                                                                                     |
| Feminino            | |                                                                                           |                                                                                                  |
| Equipes             | Grã-Bretanha · Ondine Achampong · Becky Downie · Georgia-Mae Fenton · Jessica Gadirova · Alice Kinsella | Itália · Angela Andreoli · Alice D'Amato · Asia D'Amato · Manila Esposito · Giorgia Villa | Países Baixos · Eythora Thorsdottir · Vera van Pol · Sanna Veerman · Naomi Visser · Sanne Wevers |
| Individual geral    | Jessica Gadirova                                                                                        | Zsófia Kovács                                                                             | Alice D'Amato                                                                                    |
| Salto               | Coline Devillard                                                                                        | Asia D'Amato                                                                              | Lisa Vaelen                                                                                      |
| Barras assimétricas | Alice D'Amato                                                                                           | Becky Downie                                                                              | Elisabeth Seitz                                                                                  |
| Trave               | Sanne Wevers                                                                                            | Manila Esposito                                                                           | Zsófia Kovács                                                                                    |
| Solo                | Jessica Gadirova                                                                                        | Alice Kinsella                                                                            | Sabrina Voinea                                                                                   |

### Quadro de medalhas

#### Geral
*   país anfitrião (Turquia)
| Pos.                | País                | Ouro | Prata | Bronze | Total |
| ------------------- | ------------------- | ---- | ----- | ------ | ----- |
| 1                   | Grã-Bretanha        | 4    | 4     | 1      | 9     |
| 2                   | Itália              | 2    | 4     | 1      | 7     |
| 3                   | Turquia             | 2    | 2     | 0      | 4     |
| 4                   | Arménia             | 1    | 1     | 1      | 3     |
| 5                   | Ucrânia             | 1    | 0     | 3      | 4     |
| 6                   | Países Baixos       | 1    | 0     | 1      | 2     |
| 7                   | Croácia             | 1    | 0     | 0      | 1     |
| 7                   | França              | 1    | 0     | 0      | 1     |
| 7                   | Irlanda             | 1    | 0     | 0      | 1     |
| 10                  | Bélgica             | 0    | 1     | 1      | 2     |
| 10                  | Hungria             | 0    | 1     | 1      | 2     |
| 12                  | Israel              | 0    | 1     | 0      | 1     |
| 13                  | Alemanha            | 0    | 0     | 2      | 2     |
| 14                  | Espanha             | 0    | 0     | 1      | 1     |
| 14                  | Grécia              | 0    | 0     | 1      | 1     |
| 14                  | Roménia             | 0    | 0     | 1      | 1     |
| Total (16 entradas) | Total (16 entradas) | 14   | 14    | 14     | 42    |

#### Masculino
*   país anfitrião (Turquia)
| Pos.                | País                | Ouro | Prata | Bronze | Total |
| ------------------- | ------------------- | ---- | ----- | ------ | ----- |
| 1                   | Turquia             | 2    | 2     | 0      | 4     |
| 2                   | Grã-Bretanha        | 1    | 2     | 1      | 4     |
| 3                   | Arménia             | 1    | 1     | 1      | 3     |
| 4                   | Itália              | 1    | 1     | 0      | 2     |
| 5                   | Ucrânia             | 1    | 0     | 3      | 4     |
| 6                   | Croácia             | 1    | 0     | 0      | 1     |
| 6                   | Irlanda             | 1    | 0     | 0      | 1     |
| 8                   | Bélgica             | 0    | 1     | 0      | 1     |
| 8                   | Israel              | 0    | 1     | 0      | 1     |
| 10                  | Alemanha            | 0    | 0     | 1      | 1     |
| 10                  | Espanha             | 0    | 0     | 1      | 1     |
| 10                  | Grécia              | 0    | 0     | 1      | 1     |
| Total (12 entradas) | Total (12 entradas) | 8    | 8     | 8      | 24    |

#### Feminino
*   país anfitrião (Turquia)
| Pos.               | País               | Ouro | Prata | Bronze | Total |
| ------------------ | ------------------ | ---- | ----- | ------ | ----- |
| 1                  | Grã-Bretanha       | 3    | 2     | 0      | 5     |
| 2                  | Itália             | 1    | 3     | 1      | 5     |
| 3                  | Países Baixos      | 1    | 0     | 1      | 2     |
| 4                  | França             | 1    | 0     | 0      | 1     |
| 5                  | Hungria            | 0    | 1     | 1      | 2     |
| 6                  | Alemanha           | 0    | 0     | 1      | 1     |
| 6                  | Bélgica            | 0    | 0     | 1      | 1     |
| 6                  | Roménia            | 0    | 0     | 1      | 1     |
| Total (8 entradas) | Total (8 entradas) | 6    | 6     | 6      | 18    |

## Resultados masculinos

### Equipes
Competidores mais velhos e mais novos
|            | Nome                | País     | Data de nascimento     | Idade                      |
| ---------- | ------------------- | -------- | ---------------------- | -------------------------- |
| Mais novo  | Daniel Carrion Caro | Espanha  | 30 de dezembro de 2004 | 18 anos, 3 meses e 12 dias |
| Mais velho | Andreas Toba        | Alemanha | 7 de outubro de 1990   | 32 anos, 6 meses e 4 dias  |

28 nações participaram da competição por equipes masculinas sem rodada qualificatória. A seguir, estão as oito melhores equipes.
| Pos. | Equipe              |        |        |        |        |        |        | Total   |
| ---- | ------------------- | ------ | ------ | ------ | ------ | ------ | ------ | ------- |
| 1    | Itália              | 40.965 | 41.265 | 41.599 | 42.899 | 42.832 | 39.966 | 249.526 |
| 1    | Yumin Abbadini      | 13.966 | 14.266 | 13.500 |        |        |        | 249.526 |
| 1    | Lorenzo Minh Casali | 13.633 |        | 13.466 | 14.466 | 14.133 | 13.400 | 249.526 |
| 1    | Matteo Levantesi    |        | 12.866 |        |        | 14.733 | 13.400 | 249.526 |
| 1    | Marco Lodadio       |        |        | 14.633 | 14.233 |        |        | 249.526 |
| 1    | Mario Macchiati     | 13.366 | 14.133 |        | 14.200 | 13.966 | 13.166 | 249.526 |
| 2    | Turquia             | 40.832 | 39.233 | 42.666 | 43.199 | 42.633 | 39.699 | 248.262 |
| 2    | Adem Asil           | 13.766 | 12.700 | 15.033 | 14.966 | 14.000 | 13.200 | 248.262 |
| 2    | Ferhat Arıcan       |        | 13.800 |        | 14.033 | 15.100 |        | 248.262 |
| 2    | Ahmet Önder         | 13.600 |        |        | 14.200 |        | 13.266 | 248.262 |
| 2    | Mehmet Koşak        | 13.466 | 12.733 | 14.200 |        |        |        | 248.262 |
| 2    | Kerem Şener         |        |        | 13.433 |        | 13.533 | 13.233 | 248.262 |
| 3    | Grã-Bretanha        | 41.699 | 40.132 | 41.166 | 43.332 | 40.866 | 39.766 | 246.961 |
| 3    | Jake Jarman         | 13.833 | 13.633 | 13.233 | 14.766 | 14.400 | 13.233 | 246.961 |
| 3    | Courtney Tulloch    |        |        | 14.733 |        | 13.333 |        | 246.961 |
| 3    | Luke Whitehouse     | 14.100 | 12.966 |        |        |        |        | 246.961 |
| 3    | Adam Tobin          |        |        | 13.200 | 14.466 |        | 13.200 | 246.961 |
| 3    | Joshua Nathan       | 13.766 | 13.533 |        | 14.100 | 13.133 | 13.333 | 246.961 |
| 4    | Suíça               | 42.033 | 40.132 | 40.099 | 41.699 | 43.400 | 38.966 | 246.329 |
| 4    | Noe Seifert         | 14.300 | 12.966 |        | 13.933 | 14.700 | 12.600 | 246.329 |
| 4    | Florian Langenegger | 13.700 | 13.466 | 13.266 | 14.033 |        | 13.000 | 246.329 |
| 4    | Eddy Yusof          |        | 13.700 | 13.833 |        | 14.400 |        | 246.329 |
| 4    | Taha Serhani        |        |        |        | 13.733 | 14.300 |        | 246.329 |
| 4    | Moreno Kratter      | 14.033 |        | 13.000 |        |        | 13.366 | 246.329 |
| 5    | Alemanha            | 40.033 | 40.466 | 40.232 | 42.432 | 42.200 | 39.166 | 244.529 |
| 5    | Nils Dunkel         | 13.000 | 13.600 | 13.333 |        | 14.000 | 12.800 | 244.529 |
| 5    | Andreas Toba        |        | 13.200 | 13.633 | 14.000 |        | 13.166 | 244.529 |
| 5    | Nick Klessing       |        |        | 13.266 | 14.266 |        |        | 244.529 |
| 5    | Lucas Kochan        | 13.433 |        |        | 14.166 | 14.000 |        | 244.529 |
| 5    | Pascal Brendel      | 13.600 | 13.666 |        |        | 14.200 | 13.200 | 244.529 |
| 6    | Espanha             | 40.065 | 39.433 | 41.232 | 42.100 | 41.400 | 39.399 | 243.629 |
| 6    | Nestor Abad         |        | 13.233 | 13.766 | 13.700 | 13.900 | 13.733 | 243.629 |
| 6    | Thierno Diallo      | 13.566 | 13.200 |        | 13.800 | 14.700 | 13.000 | 243.629 |
| 6    | Daniel Carrion Caro | 13.666 |        |        |        |        |        | 243.629 |
| 6    | Adrià Vera          |        | 13.000 | 13.333 |        | 12.800 | 12.666 | 243.629 |
| 6    | Rayderley Zapata    | 12.833 |        | 14.133 | 14.600 |        |        | 243.629 |
| 7    | França              | 41.299 | 36.833 | 40.532 | 42.333 | 42.700 | 39.632 | 243.329 |
| 7    | Jim Zona            | 13.433 | 13.133 | 13.200 | 13.900 |        | 13.133 | 243.329 |
| 7    | Léo Saladino        |        | 11.400 |        | 14.433 | 14.100 |        | 243.329 |
| 7    | Mathias Philippe    | 13.766 |        | 13.866 |        | 14.200 | 13.366 | 243.329 |
| 7    | Lucas Desanges      | 14.100 | 12.300 |        | 14.000 |        | 13.133 | 243.329 |
| 7    | Cameron-Lie Bernard |        |        | 13.466 |        | 14.400 |        | 243.329 |
| 8    | Bélgica             | 40.133 | 40.232 | 39.466 | 42.732 | 41.399 | 39.166 | 243.128 |
| 8    | Noah Kuavita        |        |        |        | 14.433 | 13.800 |        | 243.128 |
| 8    | Luka Van den Keybus | 13.633 |        | 13.000 |        | 13.633 | 12.800 | 243.128 |
| 8    | Maxime Gentges      | 13.000 | 14.166 |        |        | 13.966 | 13.500 | 243.128 |
| 8    | Víctor Martínez     |        | 12.866 | 13.300 | 14.466 |        | 12.866 | 243.128 |
| 8    | Takumi Onoshima     | 13.500 | 13.200 | 13.166 | 13.833 |        |        | 243.128 |

### Individual geral
Competidores mais velhos e mais novos
|            | Nome          | País    | Data de nascimento    | Idade                      |
| ---------- | ------------- | ------- | --------------------- | -------------------------- |
| Mais novo  | Botond Molnár | Hungria | 3 de setembro de 2004 | 18 anos, 7 meses e 10 dias |
| Mais velho | Artur Davtyan | Armênia | 8 de agosto de 1992   | 30 anos, 8 meses e 5 dias  |

| Pos. | Ginasta             |        |        |        |        |        |        | Total  |
| ---- | ------------------- | ------ | ------ | ------ | ------ | ------ | ------ | ------ |
| 1    | Adem Asil           | 13.933 | 13.166 | 15.033 | 15.100 | 14.300 | 13.433 | 84.965 |
| 2    | Jake Jarman         | 14.366 | 13.166 | 13.133 | 15.266 | 14.266 | 13.266 | 83.463 |
| 3    | Illia Kovtun        | 13.900 | 12.966 | 13.500 | 13.200 | 15.433 | 14.033 | 83.032 |
| 4    | Artur Davtyan       | 13.000 | 13.933 | 13.966 | 15.100 | 13.666 | 13.000 | 82.665 |
| 5    | Noe Seifert         | 13.666 | 13.333 | 13.366 | 14.033 | 14.333 | 13.933 | 82.664 |
| 6    | Yumin Abbadini      | 13.766 | 14.100 | 13.266 | 13.566 | 14.000 | 13.466 | 82.164 |
| 7    | Florian Langenegger | 14.100 | 13.833 | 13.033 | 14.400 | 13.566 | 12.933 | 81.865 |
| 8    | Pascal Brendel      | 13.500 | 13.966 | 12.866 | 13.933 | 13.666 | 13.233 | 81.164 |
| 9    | Lorenzo Minh Casali | 13.800 | 12.800 | 13.500 | 14.100 | 14.066 | 12.866 | 81.132 |
| 10   | Thierno Diallo      | 13.200 | 13.200 | 12.833 | 13.600 | 14.033 | 13.033 | 79.899 |
| 11   | Elias Koski         | 13.400 | 13.966 | 13.166 | 13.800 | 12.533 | 12.933 | 79.798 |
| 12   | Víctor Martínez     | 13.666 | 13.033 | 12.466 | 14.333 | 13.233 | 13.000 | 79.731 |
| 13   | Nestor Abad         | 12.633 | 13.000 | 13.666 | 13.000 | 13.833 | 13.400 | 79.532 |
| 14   | Botond Molnár       | 13.333 | 12.333 | 12.833 | 14.466 | 13.366 | 13.133 | 79.464 |
| 15   | Casimir Schmidt     | 13.133 | 12.200 | 13.900 | 13.100 | 13.733 | 13.366 | 79.432 |
| 16   | Léo Saladino        | 13.866 | 12.333 | 13.466 | 14.633 | 13.966 | 11.133 | 79.397 |
| 17   | Krisztofer Mészáros | 13.900 | 12.666 | 13.233 | 14.100 | 14.266 | 11.133 | 79.298 |
| 18   | Luka Van den Keybus | 13.900 | 11.500 | 12.400 | 14.400 | 13.466 | 13.433 | 79.099 |
| 19   | Joshua Nathan       | 13.800 | 11.400 | 12.933 | 13.800 | 13.700 | 13.400 | 79.033 |
| 20   | Oskar Kirmes        | 13.300 | 13.200 | 13.200 | 12.533 | 13.200 | 13.166 | 78.599 |
| 21   | Ahmet Önder         | 13.766 | 11.233 | 12.100 | 14.100 | 13.300 | 13.766 | 78.265 |
| 22   | Ilia Liubimov       | 13.033 | 11.800 | 11.833 | 13.900 | 13.600 | 13.433 | 77.599 |
| 23   | Gabriel Burtănete   | 13.233 | 12.733 | 13.500 | 11.966 | 13.266 | 11.666 | 76.364 |
| 24   | Sofus Heggemsnes    | 13.266 | 11.800 | 13.100 | 13.100 | 12.900 | 11.366 | 75.532 |

- Artem Dolgopyat desistiu e foi substituído pelo primeiro reserva  Sofus Heggemsnes.
- Robert Tvorogal desistiu e foi substituído pelo segundo reserva  Ilia Liubimov.

### Solo
Competidores mais velhos e mais novos
|            | Nome            | País         | Data de nascimento    | Idade                      |
| ---------- | --------------- | ------------ | --------------------- | -------------------------- |
| Mais novo  | Harry Hepworth  | Grã-Bretanha | 7 de dezembro de 2003 | 19 anos, 4 meses e 8 dias  |
| Mais velho | Artem Dolgopyat | Israel       | 16 de junho de 1997   | 25 anos, 9 meses e 30 dias |

| Pos. | Ginasta           | Nota D | Nota E | Pen.  | Total  |
| ---- | ----------------- | ------ | ------ | ----- | ------ |
| 1    | Luke Whitehouse   | 6.5    | 8.400  |       | 14.900 |
| 2    | Artem Dolgopyat   | 6.1    | 8.566  |       | 14.666 |
| 3    | Milan Hosseini    | 5.9    | 8.300  |       | 14.200 |
| 4    | Harry Hepworth    | 6.4    | 7.800  |       | 14.200 |
| 5    | Benjamin Osberger | 5.5    | 8.300  |       | 13.800 |
| 6    | Illia Kovtun      | 5.9    | 7.833  |       | 13.733 |
| 7    | Lucas Desanges    | 5.7    | 7.766  | 0.100 | 13.366 |
| 8    | Noe Seifert       | 5.7    | 7.100  |       | 12.800 |

### Cavalo com alças
Competidores mais velhos e mais novos
|            | Nome          | País    | Data de nascimento   | Idade                      |
| ---------- | ------------- | ------- | -------------------- | -------------------------- |
| Mais novo  | Illia Kovtun  | Ucrânia | 10 de agosto de 2003 | 19 anos, 8 meses e 5 dias  |
| Mais velho | Matvei Petrov | Albânia | 16 de julho de 1990  | 32 anos, 8 meses e 30 dias |

| Pos. | Ginasta          | Nota D | Nota E | Pen. | Total  |
| ---- | ---------------- | ------ | ------ | ---- | ------ |
| 1    | Rhys McClenaghan | 6.4    | 8.266  |      | 14.666 |
| 2    | Maxime Gentges   | 6.2    | 8.366  |      | 14.566 |
| 3    | Artur Davtyan    | 5.7    | 8.566  |      | 14.266 |
| 4    | Loran de Munck   | 6.5    | 7.766  |      | 14.266 |
| 5    | Illia Kovtun     | 6.0    | 8.233  |      | 14.233 |
| 6    | Yumin Abbadini   | 5.7    | 8.466  |      | 14.166 |
| 7    | Radomir Sliz     | 5.6    | 8.000  |      | 13.600 |
| 8    | Matvei Petrov    | 5.8    | 7.466  |      | 13.266 |

### Argolas
Competidores mais velhos e mais novos
|            | Nome                | País    | Data de nascimento   | Idade                       |
| ---------- | ------------------- | ------- | -------------------- | --------------------------- |
| Mais novo  | Sokratis Pilakouris | Chipre  | 16 de abril de 1999  | 23 anos, 11 meses e 30 dias |
| Mais velho | Vahagn Davtyan      | Armênia | 19 de agosto de 1988 | 34 anos, 7 meses e 27 dias  |

| Pos. | Ginasta                | Nota D | Nota E | Pen. | Total  |
| ---- | ---------------------- | ------ | ------ | ---- | ------ |
| 1    | Adem Asil              | 6.3    | 8.633  |      | 14.933 |
| 2    | Vahagn Davtyan         | 6.0    | 8.733  |      | 14.733 |
| 3    | Eleftherios Petrounias | 6.3    | 8.433  |      | 14.733 |
| 4    | Marco Lodadio          | 6.3    | 8.366  |      | 14.666 |
| 5    | Nikita Simonov         | 6.2    | 8.366  |      | 14.566 |
| 6    | Courtney Tulloch       | 6.2    | 8.266  |      | 14.466 |
| 7    | Artur Avetisyan        | 6.0    | 8.433  |      | 14.433 |
| 8    | Sokratis Pilakouris    | 6.0    | 8.233  |      | 14.233 |

### Salto
Competidores mais velhos e mais novos
|            | Nome           | País         | Data de nascimento    | Idade                     |
| ---------- | -------------- | ------------ | --------------------- | ------------------------- |
| Mais novo  | Harry Hepworth | Grã-Bretanha | 7 de dezembro de 2003 | 19 anos, 4 meses e 9 dias |
| Mais velho | Artur Davtyan  | Armênia      | 8 de agosto de 1992   | 30 anos, 8 meses e 8 dias |

| Pos. | Ginasta             | Salto 1 | Salto 1 | Salto 1 | Salto 1 | Salto 2 | Salto 2 | Salto 2 | Salto 2 | Total  |
| Pos. | Ginasta             | Nota D  | Nota E  | Pen.    | Pont. 1 | Nota D  | Nota E  | Pen.    | Pont. 2 | Total  |
| ---- | ------------------- | ------- | ------- | ------- | ------- | ------- | ------- | ------- | ------- | ------ |
| 1    | Artur Davtyan       | 5.6     | 9.300   |         | 14.900  | 5.6     | 9.566   |         | 15.166  | 15.033 |
| 2    | Jake Jarman         | 6.0     | 9.300   | 0.100   | 15.200  | 5.6     | 9.233   |         | 14.833  | 15.016 |
| 3    | Igor Radivilov      | 5.6     | 9.300   |         | 14.900  | 5.6     | 9.100   | 0.100   | 14.600  | 14.750 |
| 4    | Gabriel Burtanete   | 5.6     | 8.733   |         | 14.333  | 5.6     | 8.966   |         | 14.566  | 14.449 |
| 5    | Adem Asil           | 6.0     | 9.166   |         | 15.166  | 5.6     | 8.033   | 0.100   | 13.533  | 14.349 |
| 6    | Luca Giubellini     | 5.6     | 8.900   |         | 14.500  | 5.2     | 8.800   | 0.100   | 13.900  | 14.200 |
| 7    | Harry Hepworth      | 5.6     | 9.166   |         | 14.766  | 5.6     | 7.933   | 0.300   | 13.233  | 13.999 |
| 8    | Sebastian Gawronski | 5.2     | 8.800   | 0.100   | 13.900  | 5.6     | 7.866   | 0.100   | 13.366  | 13.633 |

### Barras paralelas
Competidores mais velhos e mais novos
|            | Nome           | País    | Data de nascimento    | Idade                      |
| ---------- | -------------- | ------- | --------------------- | -------------------------- |
| Mais novo  | Illia Kovtun   | Ucrânia | 10 de agosto de 2003  | 19 anos, 8 meses e 6 dias  |
| Mais velho | Andrei Muntean | Roménia | 30 de janeiro de 1993 | 30 anos, 2 meses e 17 dias |

| Pos. | Ginasta             | Nota D | Nota E | Pen. | Total  |
| ---- | ------------------- | ------ | ------ | ---- | ------ |
| 1    | Illia Kovtun        | 6.6    | 8.566  |      | 15.166 |
| 2    | Ferhat Arıcan       | 6.5    | 8.433  |      | 14.933 |
| 3    | Thierno Diallo      | 6.4    | 8.333  |      | 14.733 |
| 4    | Andrei Muntean      | 5.9    | 8.500  |      | 14.400 |
| 5    | Cameron-Lie Bernard | 6.2    | 8.166  |      | 14.366 |
| 6    | Eddy Yusof          | 5.9    | 7.566  |      | 13.466 |
| 7    | Noe Seifert         | 6.3    | 7.066  |      | 13.366 |
| 8    | Matteo Levantesi    | 5.6    | 7.533  |      | 13.133 |
| 9    | Jake Jarman         | 5.6    | 7.466  |      | 13.066 |

### Barra fixa
Competidores mais velhos e mais novos
|            | Nome         | País    | Data de nascimento   | Idade                     |
| ---------- | ------------ | ------- | -------------------- | ------------------------- |
| Mais novo  | Illia Kovtun | Ucrânia | 10 de agosto de 2003 | 19 anos, 8 meses e 6 dias |
| Mais velho | Nestor Abad  | Espanha | 29 de março de 1993  | 30 anos e 18 dias         |

| Pos. | Ginasta             | Nota D | Nota E | Pen. | Total  |
| ---- | ------------------- | ------ | ------ | ---- | ------ |
| 1    | Tin Srbić           | 5.9    | 8.333  |      | 14.233 |
| 2    | Carlo Macchini      | 6.3    | 7.900  |      | 14.200 |
| 3    | Illia Kovtun        | 5.7    | 8.266  |      | 13.966 |
| 4    | Nestor Abad         | 5.3    | 8.366  |      | 13.666 |
| 5    | Krisztofer Mészáros | 5.6    | 8.066  |      | 13.666 |
| 6    | Robert Tvorogal     | 5.8    | 7.300  |      | 13.100 |
| 7    | Sofus Heggemsnes    | 5.5    | 7.433  |      | 12.933 |
| 8    | Krisztián Balázs    | 5.1    | 7.400  |      | 12.500 |

## Resultados femininos

### Equipes
Competidoras mais velhas e mais novas
|            | Nome           | País          | Data de nascimento     | Idade                      |
| ---------- | -------------- | ------------- | ---------------------- | -------------------------- |
| Mais nova  | Sabrina Voinea | Roménia       | 4 de junho de 2007     | 15 anos, 10 meses e 8 dias |
| Mais velha | Sanne Wevers   | Países Baixos | 17 de setembro de 1991 | 31 anos, 6 meses e 26 dias |

27 nações participaram da competição por equipes femininas sem rodada qualificatória. A seguir, estão as oito melhores equipes.
| Pos. | Equipe              |        |        |        |        | Total   |
| ---- | ------------------- | ------ | ------ | ------ | ------ | ------- |
| 1    | Grã-Bretanha        | 41.999 | 41.165 | 39.732 | 40.532 | 164.428 |
| 1    | Ondine Achampong    | 13.966 |        | 13.366 | 13.166 | 164.428 |
| 1    | Becky Downie        |        | 14.366 |        |        | 164.428 |
| 1    | Georgia-Mae Fenton  |        | 13.966 |        |        | 164.428 |
| 1    | Jessica Gadirova    | 14.200 | 13.866 | 13.600 | 13.900 | 164.428 |
| 1    | Alice Kinsella      | 13.833 |        | 12.766 | 13.466 | 164.428 |
| 2    | Itália              | 41.499 | 42.832 | 38.366 | 38.932 | 161.629 |
| 2    | Angela Andreoli     |        |        |        | 13.000 | 161.629 |
| 2    | Alice D'Amato       | 14.000 | 14.500 | 13.033 | 13.366 | 161.629 |
| 2    | Asia D'Amato        | 13.933 | 14.166 | 12.500 |        | 161.629 |
| 2    | Manila Esposito     | 13.566 |        | 12.833 | 12.566 | 161.629 |
| 2    | Giorgia Villa       |        | 14.166 |        |        | 161.629 |
| 3    | Países Baixos       | 40.599 | 41.099 | 38.199 | 38.999 | 158.896 |
| 3    | Eythora Thorsdottir | 13.866 | 13.533 | 12.000 | 12.600 | 158.896 |
| 3    | Vera van Pol        | 13.600 |        |        | 12.733 | 158.896 |
| 3    | Sanna Veerman       |        | 13.100 |        |        | 158.896 |
| 3    | Naomi Visser        | 13.133 | 14.466 | 12.766 | 13.666 | 158.896 |
| 3    | Sanne Wevers        |        |        | 13.433 |        | 158.896 |
| 4    | Hungria             | 40.232 | 40.898 | 37.865 | 37.632 | 156.627 |
| 4    | Bettina Lili Czifra |        | 12.566 |        | 12.133 | 156.627 |
| 4    | Zsófia Kovács       | 14.166 | 14.266 | 13.533 | 13.266 | 156.627 |
| 4    | Gréta Mayer         | 13.200 |        | 12.566 |        | 156.627 |
| 4    | Zója Székely        | 12.866 | 14.066 | 11.766 | 12.233 | 156.627 |
| 4    | Nikolett Szilágyi   |        |        |        |        | 156.627 |
| 5    | Roménia             | 39.899 | 39.032 | 38.033 | 39.333 | 156.297 |
| 5    | Ana Bărbosu         |        | 13.600 | 12.800 | 13.233 | 156.297 |
| 5    | Lilia Cosman        | 13.166 | 12.666 |        |        | 156.297 |
| 5    | Amalia Ghigoarta    | 13.133 | 12.766 | 13.133 | 12.400 | 156.297 |
| 5    | Andreea Preda       |        |        | 12.100 |        | 156.297 |
| 5    | Sabrina Voinea      | 13.600 |        |        | 13.700 | 156.297 |
| 6    | França              | 41.099 | 38.466 | 37.499 | 38.232 | 155.296 |
| 6    | Marine Boyer        | 13.333 | 12.500 | 12.366 | 12.733 | 155.296 |
| 6    | Coline Devillard    | 14.366 |        | 12.333 |        | 155.296 |
| 6    | Djenna Laroui       |        | 13.200 |        | 12.866 | 155.296 |
| 6    | Silane Mielle       |        | 12.766 |        |        | 155.296 |
| 6    | Morgane Osyssek     | 13.400 |        | 12.800 | 12.633 | 155.296 |
| 7    | Bélgica             | 40.632 | 40.933 | 35.432 | 37.999 | 154.996 |
| 7    | Maellyse Brassart   | 13.333 |        | 11.133 |        | 154.996 |
| 7    | Fien Enghels        |        | 13.933 | 12.833 |        | 154.996 |
| 7    | Aberdeen O'Driscoll | 13.133 |        |        | 12.833 | 154.996 |
| 7    | Lisa Vaelen         | 14.166 | 14.000 | 11.466 | 12.866 | 154.996 |
| 7    | Jutta Verkest       |        | 13.000 |        | 12.300 | 154.996 |
| 8    | Espanha             | 39.399 | 39.633 | 36.066 | 37.999 | 153.097 |
| 8    | Laura Casabuena     | 13.166 | 13.133 | 11.800 | 13.100 | 153.097 |
| 8    | Laia Font           | 13.200 |        | 11.533 |        | 153.097 |
| 8    | Maia Llacer         |        |        |        |        | 153.097 |
| 8    | Ana Pérez           |        | 13.400 | 12.733 | 12.166 | 153.097 |
| 8    | Alba Petisco        | 13.033 | 13.100 |        | 12.733 | 153.097 |

### Individual geral
Competidoras mais velhas e mais novas
|            | Nome                | País          | Data de nascimento     | Idade                      |
| ---------- | ------------------- | ------------- | ---------------------- | -------------------------- |
| Mais nova  | Alice Vlkova        | Chéquia       | 30 de dezembro de 2007 | 15 anos, 3 meses e 15 dias |
| Mais velha | Eythora Thorsdottir | Países Baixos | 10 de agosto de 1998   | 24 anos, 8 meses e 4 dias  |

| Pos. | Ginasta                |        |        |        |        | Total  |
| ---- | ---------------------- | ------ | ------ | ------ | ------ | ------ |
| 1    | Jessica Gadirova       | 14.100 | 13.466 | 13.533 | 13.933 | 55.032 |
| 2    | Zsófia Kovács          | 14.100 | 13.700 | 13.833 | 13.266 | 54.899 |
| 3    | Alice D'Amato          | 14.000 | 14.400 | 13.000 | 13.100 | 54.500 |
| 4    | Lisa Vaelen            | 14.333 | 13.700 | 12.933 | 13.133 | 54.099 |
| 5    | Maellyse Brassart      | 13.333 | 13.666 | 13.400 | 12.466 | 52.865 |
| 6    | Eythora Thorsdottir    | 13.933 | 13.200 | 12.900 | 12.700 | 52.733 |
| 7    | Naomi Visser           | 13.266 | 14.033 | 12.100 | 13.200 | 52.599 |
| 8    | Georgia-Mae Fenton     | 12.066 | 13.800 | 13.100 | 12.633 | 51.599 |
| 9    | Ana Bărbosu            | 13.400 | 13.133 | 12.933 | 12.033 | 51.499 |
| 10   | Laura Casabuena        | 13.233 | 12.900 | 12.300 | 12.700 | 51.133 |
| 11   | Alba Petisco           | 13.166 | 12.933 | 12.500 | 12.500 | 51.099 |
| 12   | Manila Esposito        | 13.600 | 12.500 | 13.033 | 11.800 | 50.933 |
| 13   | Morgane Osyssek-Reimer | 13.200 | 12.800 | 12.633 | 12.300 | 50.933 |
| 14   | Tonya Paulsson         | 13.266 | 12.933 | 12.433 | 12.166 | 50.798 |
| 15   | Maisa Kuusikko         | 13.100 | 13.266 | 12.100 | 12.300 | 50.766 |
| 16   | Sarah Voss             | 13.500 | 12.000 | 11.966 | 12.466 | 49.932 |
| 17   | Zója Székely           | 13.000 | 13.433 | 10.666 | 12.233 | 49.332 |
| 18   | Selina Kickinger       | 13.166 | 12.366 | 12.066 | 11.633 | 49.231 |
| 19   | Amalia Ghigoarta       | 13.000 | 9.266  | 12.900 | 12.733 | 47.899 |
| 20   | Emelie Westlund        | 12.766 | 12.733 | 10.233 | 11.966 | 47.698 |
| 21   | Bianca Frysak          | 12.633 | 12.033 | 10.600 | 11.866 | 47.132 |
| 22   | Maria Tronrud          | 12.733 | 12.100 | 12.566 | 9.666  | 47.065 |
| 23   | Kaia Tanskanen         | 13.200 | 10.500 | 10.766 | 12.500 | 46.966 |
| 24   | Alice Vlkova           | 13.100 | 11.566 | 9.433  | 12.233 | 46.332 |

- Marine Boyer desistiu e foi substituída pela segunda reserva  Bianca Frysak.

### Salto
Competidoras mais velhas e mais novas
|            | Nome             | País   | Data de nascimento     | Idade                     |
| ---------- | ---------------- | ------ | ---------------------- | ------------------------- |
| Mais nova  | Athanasia Mesiri | Grécia | 13 de novembro de 2007 | 15 anos, 5 meses e 2 dias |
| Mais velha | Coline Devillard | França | 9 de outubro de 2000   | 22 anos, 6 meses e 6 dias |

| Pos. | Ginasta           | Salto 1 | Salto 1 | Salto 1 | Salto 1 | Salto 2 | Salto 2 | Salto 2 | Salto 2 | Total  |
| Pos. | Ginasta           | Nota D  | Nota E  | Pen.    | Pont. 1 | Nota D  | Nota E  | Pen.    | Pont. 2 | Total  |
| ---- | ----------------- | ------- | ------- | ------- | ------- | ------- | ------- | ------- | ------- | ------ |
| 1    | Coline Devillard  | 5.4     | 8.900   |         | 14.300  | 4.2     | 9.100   |         | 13.300  | 13.800 |
| 2    | Asia D'Amato      | 5.0     | 9.000   |         | 14.000  | 4.8     | 8.700   | 0.300   | 13.200  | 13.600 |
| 3    | Lisa Vaelen       | 5.4     | 8.733   | 0.100   | 14.033  | 4.4     | 8.733   |         | 13.133  | 13.583 |
| 4    | Sabrina Voinea    | 5.0     | 8.800   |         | 13.800  | 3.8     | 8.666   | 0.100   | 12.366  | 13.083 |
| 5    | Bilge Tarhan      | 4.2     | 8.800   |         | 13.000  | 4.0     | 8.633   |         | 12.633  | 12.816 |
| 6    | Ceren Biner       | 4.2     | 8.866   |         | 13.066  | 3.8     | 8.666   |         | 12.466  | 12.766 |
| 7    | Athanasia Mesiri  | 4.2     | 8.600   |         | 12.800  | 4.0     | 8.700   |         | 12.700  | 12.750 |
| 8    | Camille Rasmussen | 3.0     | 8.533   |         | 11.533  | 4.4     | 8.566   |         | 12.966  | 12.249 |

### Barras assimétricas
Competidoras mais velhas e mais novas
|            | Nome         | País         | Data de nascimento    | Idade                      |
| ---------- | ------------ | ------------ | --------------------- | -------------------------- |
| Mais nova  | Lisa Vaelen  | Bélgica      | 10 de agosto de 2004  | 18 anos, 8 meses e 5 dias  |
| Mais velha | Becky Downie | Grã-Bretanha | 24 de janeiro de 1992 | 31 anos, 2 meses e 22 dias |

| Pos. | Ginasta         | Nota D | Nota E | Pen. | Total  |
| ---- | --------------- | ------ | ------ | ---- | ------ |
| 1    | Alice D'Amato   | 6.2    | 8.266  |      | 14.466 |
| 2    | Becky Downie    | 6.3    | 7.933  |      | 14.233 |
| 3    | Elisabeth Seitz | 6.1    | 8.100  |      | 14.200 |
| 4    | Giorgia Villa   | 5.8    | 8.266  |      | 14.066 |
| 5    | Zsófia Kovács   | 6.2    | 7.733  |      | 13.933 |
| 6    | Zoja Szekely    | 5.9    | 7.933  |      | 13.833 |
| 7    | Lisa Vaelen     | 5.8    | 7.933  |      | 13.733 |
| 8    | Naomi Visser    | 5.7    | 6.100  |      | 11.800 |

### Trave
Competidoras mais velhas e mais novas
|            | Nome             | País          | Data de nascimento     | Idade                      |
| ---------- | ---------------- | ------------- | ---------------------- | -------------------------- |
| Mais nova  | Amalia Ghigoarta | Roménia       | 28 de janeiro de 2007  | 16 anos, 2 meses e 19 dias |
| Mais velha | Sanne Wevers     | Países Baixos | 17 de setembro de 1991 | 31 anos, 6 meses e 30 dias |

| Pos. | Ginasta          | Nota D | Nota E | Pen. | Total  |
| ---- | ---------------- | ------ | ------ | ---- | ------ |
| 1    | Sanne Wevers     | 5.8    | 8.000  |      | 13.800 |
| 2    | Manila Esposito  | 5.7    | 8.000  |      | 13.700 |
| 3    | Zsófia Kovács    | 5.9    | 7.800  |      | 13.700 |
| 4    | Ondine Achampong | 5.9    | 7.633  |      | 13.533 |
| 5    | Alice D'Amato    | 5.5    | 7.800  |      | 13.300 |
| 6    | Amalia Ghigoarta | 5.0    | 7.900  |      | 12.900 |
| 7    | Jessica Gadirova | 5.4    | 6.766  |      | 12.166 |
| 8    | Fien Enghels     | 5.0    | 6.733  |      | 11.433 |

### Solo
Competidoras mais velhas e mais novas
|            | Nome           | País    | Data de nascimento | Idade                       |
| ---------- | -------------- | ------- | ------------------ | --------------------------- |
| Mais nova  | Sabrina Voinea | Roménia | 4 de junho de 2007 | 15 anos, 10 meses e 12 dias |
| Mais velha | Zsófia Kovács  | Hungria | 6 de abril de 2000 | 23 anos e 10 dias           |

| Pos. | Ginasta          | Nota D | Nota E | Pen. | Total  |
| ---- | ---------------- | ------ | ------ | ---- | ------ |
| 1    | Jessica Gadirova | 5.8    | 8.200  |      | 14.000 |
| 2    | Alice Kinsella   | 5.6    | 8.066  |      | 13.666 |
| 3    | Sabrina Voinea   | 5.9    | 7.666  |      | 13.566 |
| 4    | Naomi Visser     | 5.8    | 7.666  |      | 13.466 |
| 5    | Alice D'Amato    | 5.4    | 8.033  |      | 13.433 |
| 6    | Laura Casabuena  | 5.2    | 7.833  |      | 13.033 |
| 7    | Ana Bărbosu      | 5.5    | 7.300  |      | 12.800 |
| 8    | Zsófia Kovács    | 5.7    | 7.333  |      | 12.733 |

## Qualificatória

### Masculino

#### Individual geral
| Pos. | Ginasta             |        |        |        |        |        |        | Total  | Qual. |
| ---- | ------------------- | ------ | ------ | ------ | ------ | ------ | ------ | ------ | ----- |
| 1    | Ilia Kovtun         | 14.066 | 14.400 | 13.733 | 14.333 | 14.900 | 14.000 | 85.432 | Q     |
| 2    | Adem Asil           | 13.766 | 12.700 | 15.033 | 14.966 | 14.000 | 13.200 | 83.665 | Q     |
| 3    | Jake Jarman         | 13.833 | 13.633 | 13.233 | 14.766 | 14.400 | 13.233 | 83.098 | Q     |
| 4    | Artur Davtyan       | 13.400 | 14.266 | 13.733 | 15.000 | 13.600 | 12.466 | 82.465 | Q     |
| 5    | Casimir Schmidt     | 13.400 | 13.200 | 14.066 | 14.266 | 13.800 | 13.200 | 81.932 | Q     |
| 6    | Pascal Brendel      | 13.600 | 13.666 | 13.100 | 13.966 | 14.200 | 13.200 | 81.732 | Q     |
| 7    | Krisztofer Mészáros | 13.733 | 12.900 | 13.333 | 14.200 | 13.833 | 13.700 | 81.699 | Q     |
| 8    | Thierno Diallo      | 13.566 | 13.200 | 12.900 | 13.800 | 14.700 | 13.000 | 81.166 | Q     |
| 9    | Yumin Abbadini      | 13.966 | 14.266 | 13.500 | 13.733 | 13.500 | 12.133 | 81.098 | Q     |
| 10   | Joshua Nathan       | 13.766 | 13.533 | 13.166 | 14.100 | 13.133 | 13.333 | 81.031 | Q     |
| 11   | Lorenzo Minh Casali | 13.633 | 11.900 | 13.466 | 14.466 | 14.133 | 13.400 | 80.998 | Q     |
| 12   | Elias Koski         | 13.566 | 13.500 | 13.433 | 13.833 | 13.533 | 13.000 | 80.865 | Q     |
| 13   | Noe Seifert         | 14.300 | 12.966 | 12.333 | 13.933 | 14.700 | 12.600 | 80.832 | Q     |
| 14   | Nestor Abad         | 12.500 | 13.233 | 13.766 | 13.700 | 13.900 | 13.733 | 80.832 | Q     |
| 15   | Florian Langenegger | 13.700 | 13.466 | 13.266 | 14.033 | 13.333 | 13.000 | 80.798 | Q     |
| 16   | Artem Dolgopyat     | 14.366 | 13.066 | 13.166 | 13.766 | 13.333 | 12.833 | 80.530 | Q     |
| 17   | Gabriel Burtănete   | 13.366 | 12.833 | 13.666 | 14.600 | 13.933 | 12.100 | 80.498 | Q     |
| 18   | Adam Tobin          | 13.500 | 12.900 | 13.200 | 14.466 | 12.933 | 13.200 | 80.199 | –     |
| 19   | Botond Molnár       | 13.766 | 12.566 | 13.066 | 14.300 | 13.466 | 12.900 | 80.064 | Q     |
| 20   | Robert Tvorogal     | 12.966 | 13.100 | 13.133 | 13.833 | 13.000 | 13.700 | 79.732 | Q     |
| 21   | Víctor Martínez     | 12.466 | 12.866 | 13.300 | 14.466 | 13.566 | 12.866 | 79.530 | Q     |
| 22   | Oskar Kirmes        | 13.300 | 13.133 | 13.233 | 13.466 | 13.300 | 12.900 | 79.332 | Q     |
| 23   | Ahmet Önder         | 13.600 | 12.466 | 12.700 | 14.200 | 12.966 | 13.266 | 79.198 | Q     |
| 24   | Léo Saladino        | 13.366 | 11.400 | 12.933 | 14.433 | 14.100 | 12.866 | 79.098 | Q     |
| 25   | Luka Van den Keybus | 13.633 | 12.366 | 13.000 | 13.200 | 13.633 | 12.800 | 78.632 | Q     |
| 26   | Sofus Heggemsnes    | 13.166 | 10.833 | 13.033 | 14.500 | 13.566 | 13.500 | 78.598 | R1    |
| 27   | Krisztián Balázs    | 12.566 | 12.633 | 13.200 | 13.033 | 13.200 | 13.866 | 78.498 | –     |
| 28   | Ilia Liubimov       | 12.233 | 13.333 | 13.066 | 13.800 | 12.600 | 13.233 | 78.265 | R2    |
| 29   | Nikolaos Iliopoulos | 12.266 | 12.333 | 13.400 | 13.966 | 13.266 | 12.900 | 78.131 | R3    |

#### Solo
| Pos. | Ginasta           | Nota D | Nota E | Pen.  | Total  | Qual. |
| ---- | ----------------- | ------ | ------ | ----- | ------ | ----- |
| 1    | Harry Hepworth    | 6.3    | 8.300  |       | 14.600 | Q     |
| 2    | Artem Dolgopyat   | 6.1    | 8.266  |       | 14.366 | Q     |
| 3    | Noe Seifert       | 5.7    | 8.600  |       | 14.300 | Q     |
| 4    | Milan Hosseini    | 6.0    | 8.266  |       | 14.266 | Q     |
| 5    | Benjamin Osberger | 5.6    | 8.533  |       | 14.133 | Q     |
| 6    | Lucas Desanges    | 5.7    | 8.400  |       | 14.100 | Q     |
| 7    | Luke Whitehouse   | 6.5    | 7.700  | 0.100 | 14.100 | Q     |
| 8    | Ilia Kovtun       | 6.1    | 7.966  |       | 14.066 | Q     |
| 9    | Moreno Kratter    | 5.8    | 8.233  |       | 14.033 | R1    |
| 10   | Neofytos Kyriakou | 5.3    | 8.700  |       | 14.000 | R2    |
| 11   | Yumin Abbadini    | 5.5    | 8.466  |       | 13.966 | R3    |

#### Cavalo com alças
| Pos. | Ginasta           | Nota D | Nota E | Pen. | Total  | Qual. |
| ---- | ----------------- | ------ | ------ | ---- | ------ | ----- |
| 1    | Rhys McClenaghan  | 6.4    | 8.566  |      | 14.966 | Q     |
| 2    | Loran de Munck    | 6.5    | 8.166  |      | 14.666 | Q     |
| 3    | Matvei Petrov     | 6.2    | 8.300  |      | 14.500 | Q     |
| 4    | Ilia Kovtun       | 6.0    | 8.400  |      | 14.400 | Q     |
| 5    | Radomir Sliz      | 5.9    | 8.466  |      | 14.366 | Q     |
| 6    | Yumin Abbadini    | 5.7    | 8.566  |      | 14.266 | Q     |
| 6    | Artur Davtyan     | 5.7    | 8.566  |      | 14.266 | Q     |
| 8    | Maxime Gentges    | 6.2    | 7.966  |      | 14.166 | Q     |
| 9    | Mario Macchiati   | 5.5    | 8.633  |      | 14.133 | R1    |
| 10   | Benjamin Osberger | 5.6    | 8.366  |      | 13.966 | R2    |
| 11   | Luca Giubellini   | 5.9    | 7.966  |      | 13.866 | R3    |

#### Argolas
| Pos. | Ginasta                | Nota D | Nota E | Pen. | Total  | Qual. |
| ---- | ---------------------- | ------ | ------ | ---- | ------ | ----- |
| 1    | Adem Asil              | 6.3    | 8.733  |      | 15.033 | Q     |
| 2    | Vahagn Davtyan         | 6.0    | 8.800  |      | 14.800 | Q     |
| 3    | Courtney Tulloch       | 6.2    | 8.533  |      | 14.733 | Q     |
| 4    | Eleftherios Petrounias | 6.3    | 8.433  |      | 14.733 | Q     |
| 5    | Artur Avetisyan        | 5.9    | 8.766  |      | 14.666 | Q     |
| 6    | Nikita Simonov         | 6.2    | 8.466  |      | 14.666 | Q     |
| 7    | Marco Lodadio          | 6.3    | 8.333  |      | 14.633 | Q     |
| 8    | Sokratis Pilakouris    | 5.9    | 8.566  |      | 14.466 | Q     |
| 9    | Igor Radivilov         | 6.0    | 8.300  |      | 14.300 | R1    |
| 10   | Mehmet Kosak           | 6.0    | 8.200  |      | 14.200 | R2    |
| 11   | Rayderley Zapata       | 5.5    | 8.633  |      | 14.133 | R3    |

#### Salto
| Pos. | Ginasta             | Salto 1 | Salto 1 | Salto 1 | Salto 1 | Salto 2 | Salto 2 | Salto 2 | Salto 2 | Total  | Notas |
| Pos. | Ginasta             | Nota D  | Nota E  | Pen.    | Pont. 1 | Nota D  | Nota E  | Pen.    | Pont. 2 | Total  | Notas |
| ---- | ------------------- | ------- | ------- | ------- | ------- | ------- | ------- | ------- | ------- | ------ | ----- |
| 1    | Artur Davtyan       | 5.6     | 9.400   |         | 15.000  | 5.6     | 9.533   |         | 15.133  | 15.066 | Q     |
| 2    | Jake Jarman         | 6.0     | 8.766   |         | 14.766  | 5.6     | 9.400   |         | 15.000  | 14.883 | Q     |
| 3    | Harry Hepworth      | 5.6     | 9.400   |         | 15.000  | 5.6     | 9.100   |         | 14.700  | 14.850 | Q     |
| 4    | Gabriel Burtanete   | 5.6     | 9.100   |         | 14.600  | 5.6     | 9.200   |         | 14.800  | 14.700 | Q     |
| 5    | Igor Radivilov      | 5.6     | 8.933   |         | 14.533  | 5.6     | 9.200   |         | 14.800  | 14.666 | Q     |
| 6    | Sebastian Gawronski | 5.2     | 9.200   |         | 14.400  | 5.6     | 8.966   |         | 14.566  | 14.483 | Q     |
| 7    | Adem Asil           | 6.0     | 9.066   | 0.100   | 14.966  | 4.8     | 9.100   |         | 13.900  | 14.433 | Q     |
| 8    | Luca Giubellini     | 5.6     | 9.000   | 0.100   | 14.500  | 5.2     | 9.033   |         | 14.233  | 14.433 | Q     |
| 9    | Ondrej Kalný        | 5.2     | 9.233   |         | 14.433  | 5.2     | 9.100   |         | 14.300  | 14.366 | R1    |
| 10   | Leo Saladino        | 5.6     | 8.933   | 0.100   | 14.433  | 5.2     | 9.000   |         | 14.200  | 14.316 | R2    |
| 11   | Rayderley Zapata    | 5.6     | 9.000   |         | 14.600  | 4.8     | 8.933   |         | 13.733  | 14.166 | R3    |

#### Barras paralelas
| Pos. | Ginasta             | Nota D | Nota E | Pen. | Total  | Qual. |
| ---- | ------------------- | ------ | ------ | ---- | ------ | ----- |
| 1    | Ferhat Arıcan       | 6.5    | 8.600  |      | 15.100 | Q     |
| 2    | Ilia Kovtun         | 6.3    | 8.600  |      | 14.900 | Q     |
| 3    | Matteo Levantesi    | 6.2    | 8.533  |      | 14.733 | Q     |
| 4    | Noe Seifert         | 6.3    | 8.400  |      | 14.700 | Q     |
| 5    | Thierno Diallo      | 6.4    | 8.300  |      | 14.700 | Q     |
| 6    | Andrei Muntean      | 5.9    | 8.733  |      | 14.633 | Q     |
| 7    | Cameron-Lie Bernard | 5.8    | 8.600  |      | 14.400 | Q     |
| 8    | Jake Jarman         | 5.9    | 8.500  |      | 14.400 | Q     |
| 8    | Eddy Yusof          | 5.9    | 8.500  |      | 14.400 | Q     |
| 10   | Taha Serhani        | 5.6    | 8.700  |      | 14.300 | –     |
| 11   | Harald Wibye        | 5.4    | 8.866  |      | 14.266 | R1    |
| 12   | Pascal Brendel      | 5.7    | 8.500  |      | 14.200 | R2    |
| 13   | Mathias Philippe    | 6.1    | 8.100  |      | 14.200 | R3    |

#### Barra fixa
| Pos. | Ginasta             | Nota D | Nota E | Pen. | Total  | Qual. |
| ---- | ------------------- | ------ | ------ | ---- | ------ | ----- |
| 1    | Carlo Macchini      | 6.1    | 8.133  |      | 14.233 | Q     |
| 2    | Ilia Kovtun         | 5.7    | 8.300  |      | 14.000 | Q     |
| 3    | Tim Srbić           | 5.5    | 8.466  |      | 13.966 | Q     |
| 4    | Krisztián Balázs    | 5.5    | 8.366  |      | 13.866 | Q     |
| 5    | Nestor Abad         | 5.3    | 8.433  |      | 13.733 | Q     |
| 6    | Robert Tvorogal     | 5.5    | 8.200  |      | 13.700 | Q     |
| 7    | Krisztofer Mészáros | 5.6    | 8.100  |      | 13.700 | Q     |
| 8    | Sofus Heggemsnes    | 5.3    | 8.200  |      | 13.500 | Q     |
| 9    | Maxime Gentges      | 5.5    | 8.000  |      | 13.500 | R1    |
| 10   | Dávid Vecsernyés    | 5.8    | 7.700  |      | 13.500 | –     |
| 11   | Lorenzo Minh Casali | 5.3    | 8.100  |      | 13.400 | R2    |
| 12   | Matteo Levantesi    | 5.4    | 8.000  |      | 13.400 | –     |
| 13   | Mathias Philippe    | 5.6    | 7.766  |      | 13.366 | R3    |

### Feminino

#### Individual geral
| Pos. | Ginasta                |        |        |        |        | Total  | Qual. |
| ---- | ---------------------- | ------ | ------ | ------ | ------ | ------ | ----- |
| 1    | Jessica Gadirova       | 14.200 | 13.866 | 13.600 | 13.900 | 55.566 | Q     |
| 2    | Zsofia Kovacs          | 14.166 | 14.266 | 13.533 | 13.266 | 55.231 | Q     |
| 3    | Alice D'Amato          | 14.000 | 14.500 | 13.033 | 13.366 | 54.899 | Q     |
| 4    | Naomi Visser           | 13.133 | 14.466 | 12.766 | 13.666 | 54.031 | Q     |
| 5    | Georgia-Mae Fenton     | 13.733 | 13.933 | 12.333 | 12.900 | 52.899 | Q     |
| 6    | Alice Kinsella         | 13.833 | 12.466 | 12.766 | 13.466 | 52.531 | -     |
| 7    | Lisa Vaelen            | 14.166 | 14.000 | 11.466 | 12.866 | 52.498 | Q     |
| 8    | Eythora Thorsdottir    | 13.866 | 13.533 | 12.000 | 12.600 | 51.999 | Q     |
| 9    | Ana Barbosu            | 11.933 | 13.600 | 12.800 | 13.233 | 51.566 | Q     |
| 10   | Amalia Ghigoarta       | 13.133 | 12.766 | 13.133 | 12.400 | 51.432 | Q     |
| 11   | Manila Esposito        | 13.566 | 12.266 | 12.833 | 12.566 | 51.231 | Q     |
| 12   | Laura Casabuena        | 13.166 | 13.133 | 11.800 | 13.100 | 51.199 | Q     |
| 13   | Marine Boyer           | 13.333 | 12.500 | 12.366 | 12.733 | 50.932 | Q     |
| 14   | Zoja Szekely           | 12.866 | 14.066 | 11.766 | 12.233 | 50.931 | Q     |
| 15   | Kaia Tanskanen         | 13.033 | 12.800 | 12.100 | 12.700 | 50.633 | Q     |
| 16   | Vera Van Pol           | 13.600 | 13.066 | 11.066 | 12.733 | 50.465 | -     |
| 17   | Tonya Paulsson         | 13.300 | 13.166 | 12.500 | 11.400 | 50.366 | Q     |
| 18   | Alba Petisco           | 13.033 | 13.100 | 11.466 | 12.733 | 50.332 | Q     |
| 19   | Emelie Westlund        | 12.900 | 13.333 | 11.733 | 11.866 | 49.832 | Q     |
| 20   | Sarah Voss             | 13.400 | 13.266 | 11.666 | 11.400 | 49.732 | Q     |
| 21   | Maisa Kuusikko         | 13.100 | 12.300 | 11.966 | 12.366 | 49.732 | Q     |
| 22   | Nathalie Westlund      | 13.033 | 12.233 | 11.966 | 12.200 | 49.432 | -     |
| 23   | Morgane Osyssek-Reimer | 13.400 | 10.566 | 12.800 | 12.633 | 49.399 | Q     |
| 24   | Selina Kickinger       | 13.300 | 12.700 | 11.666 | 11.733 | 49.399 | Q     |
| 25   | Maria Tronrud          | 12.833 | 12.233 | 11.566 | 12.666 | 49.298 | Q     |
| 26   | Alice Vlkova           | 13.200 | 12.100 | 11.533 | 12.400 | 49.233 | Q     |
| 27   | Maellyse Brassart      | 13.333 | 12.633 | 11.133 | 12.100 | 49.199 | Q     |
| 28   | Barbora Mokosova       | 12.266 | 12.566 | 12.200 | 12.133 | 49.165 | R1    |
| 29   | Bianca Frysak          | 12.766 | 12.633 | 11.800 | 11.866 | 49.065 | R2    |
| 30   | Lea Marie Quaas        | 12.966 | 12.700 | 11.100 | 12.100 | 48.866 | R3    |

#### Salto
| Pos. | Ginasta           | Salto 1 | Salto 1 | Salto 1 | Salto 1 | Salto 2 | Salto 2 | Salto 2 | Salto 2 | Total  | Notas |
| Pos. | Ginasta           | Nota D  | Nota E  | Pen.    | Pont. 1 | Nota D  | Nota E  | Pen.    | Pont. 2 | Total  | Notas |
| ---- | ----------------- | ------- | ------- | ------- | ------- | ------- | ------- | ------- | ------- | ------ | ----- |
| 1    | Coline Devillard  | 5.4     | 8.966   |         | 14.366  | 4.2     | 9.166   |         | 13.366  | 13.866 | Q     |
| 2    | Lisa Vaelen       | 5.4     | 8.766   |         | 14.166  | 4.4     | 8.666   |         | 13.066  | 13.616 | Q     |
| 3    | Asia D'Amato      | 5.0     | 8.933   |         | 13.933  | 4.2     | 8.700   |         | 12.900  | 13.416 | Q     |
| 4    | Camille Rasmussen | 5.0     | 8.700   |         | 13.700  | 4.4     | 8.633   |         | 13.033  | 13.366 | Q     |
| 5    | Sabrina Voinea    | 5.0     | 8.700   | 0.100   | 13.600  | 4.0     | 8.733   | 0.300   | 12.433  | 13.016 | Q     |
| 6    | Athanasia Mesiri  | 4.2     | 8.733   |         | 12.933  | 4.0     | 8.800   |         | 12.800  | 12.866 | Q     |
| 7    | Bilge Tarhan      | 4.2     | 8.600   |         | 12.800  | 4.0     | 8.733   |         | 12.733  | 12.766 | Q     |
| 8    | Ceren Biner       | 4.2     | 8.833   |         | 13.033  | 3.8     | 8.666   |         | 12.466  | 12.749 | Q     |
| 9    | Bengisu Yildiz    | 4.2     | 8.833   |         | 13.033  | 3.8     | 8.533   |         | 12.333  | 12.683 | -     |
| 10   | Angela Andreoli   | 4.6     | 8.733   | 0.300   | 13.033  | 3.8     | 8.466   |         | 12.266  | 12.649 | R1    |
| 11   | Natalie Jensen    | 4.2     | 8.533   |         | 12.733  | 3.8     | 8.466   |         | 12.400  | 12.566 | R2    |
| 12   | Djenna Laroui     | 3.8     | 8.666   |         | 12.466  | 3.8     | 8.733   |         | 12.533  | 12.499 | R3    |

#### Barras assimétricas
| Pos. | Ginasta            | Nota D | Nota E | Pen. | Total  | Qual. |
| ---- | ------------------ | ------ | ------ | ---- | ------ | ----- |
| 1    | Alice D'Amato      | 6.2    | 8.300  |      | 14.500 | Q     |
| 2    | Naomi Visser       | 6.1    | 8.366  |      | 14.466 | Q     |
| 3    | Elisabeth Seitz    | 6.1    | 8.300  |      | 14.400 | Q     |
| 4    | Becky Downie       | 6.3    | 8.066  |      | 14.366 | Q     |
| 5    | Zsofia Kovacs      | 6.2    | 8.066  |      | 14.266 | Q     |
| 6    | Giorgia Villa      | 5.8    | 8.366  |      | 14.166 | Q     |
| 7    | Asia D'Amato       | 6.0    | 8.166  |      | 14.166 | -     |
| 8    | Zoja Szekely       | 5.9    | 8.166  |      | 14.066 | Q     |
| 9    | Lisa Vaelen        | 5.8    | 8.200  |      | 14.000 | Q     |
| 10   | Fien Enghels       | 5.8    | 8.133  |      | 13.933 | R1    |
| 10   | Georgia-Mae Fenton | 5.8    | 8.133  |      | 13.933 | R1    |
| 12   | Jessica Gadirova   | 5.6    | 8.266  |      | 13.866 | –     |
| 13   | Ana Barbosu        | 6.2    | 7.400  |      | 13.600 | R3    |

#### Trave
| Pos. | Ginasta                | Nota D | Nota E | Pen. | Total  | Qual. |
| ---- | ---------------------- | ------ | ------ | ---- | ------ | ----- |
| 1    | Jessica Gadirova       | 5.8    | 7.800  |      | 13.600 | Q     |
| 2    | Zsofia Kovacs          | 5.7    | 7.833  |      | 13.533 | Q     |
| 3    | Sanne Wevers           | 5.9    | 7.533  |      | 13.433 | Q     |
| 4    | Ondine Achampong       | 5.7    | 7.666  |      | 13.366 | Q     |
| 5    | Amalia Ghigoarta       | 5.3    | 7.833  |      | 13.133 | Q     |
| 6    | Alice D'Amato          | 5.3    | 7.733  |      | 13.033 | Q     |
| 7    | Fien Enghels           | 5.2    | 7.633  |      | 12.833 | Q     |
| 8    | Manila Esposito        | 5.6    | 7.233  |      | 12.833 | Q     |
| 9    | Ana Barbosu            | 5.3    | 7.500  |      | 12.800 | R1    |
| 10   | Morgane Osyssek-Reimer | 5.5    | 7.300  |      | 12.800 | R2    |
| 11   | Naomi Visser           | 5.0    | 7.766  |      | 12.766 | R3    |

#### Solo
| Pos. | Ginasta            | Nota D | Nota E | Pen. | Total  | Qual. |
| ---- | ------------------ | ------ | ------ | ---- | ------ | ----- |
| 1    | Jessica Gadirova   | 5.8    | 8.100  |      | 13.900 | Q     |
| 2    | Sabrina Voinea     | 6.0    | 7.700  |      | 13.700 | Q     |
| 3    | Naomi Visser       | 5.8    | 7.866  |      | 13.666 | Q     |
| 4    | Alice Kinsella     | 5.5    | 7.966  |      | 13.466 | Q     |
| 5    | Alice D'Amato      | 5.4    | 7.966  |      | 13.366 | Q     |
| 6    | Zsofia Kovacs      | 5.7    | 7.566  |      | 13.266 | Q     |
| 7    | Ana Barbosu        | 5.5    | 7.733  |      | 13.233 | Q     |
| 8    | Ondine Achampong   | 5.3    | 7.866  |      | 13.166 | –     |
| 9    | Laura Casabuena    | 5.2    | 7.900  |      | 13.100 | Q     |
| 10   | Lena Bickel        | 5.3    | 7.733  |      | 13.033 | R1    |
| 11   | Angela Andreoli    | 5.5    | 7.500  |      | 13.000 | R2    |
| 12   | Georgia-Mae Fenton | 5.1    | 7.800  |      | 12.900 | –     |
| 13   | Djenna Laroui      | 5.0    | 7.866  |      | 12.866 | R3    |